# 清華大學第六教學樓

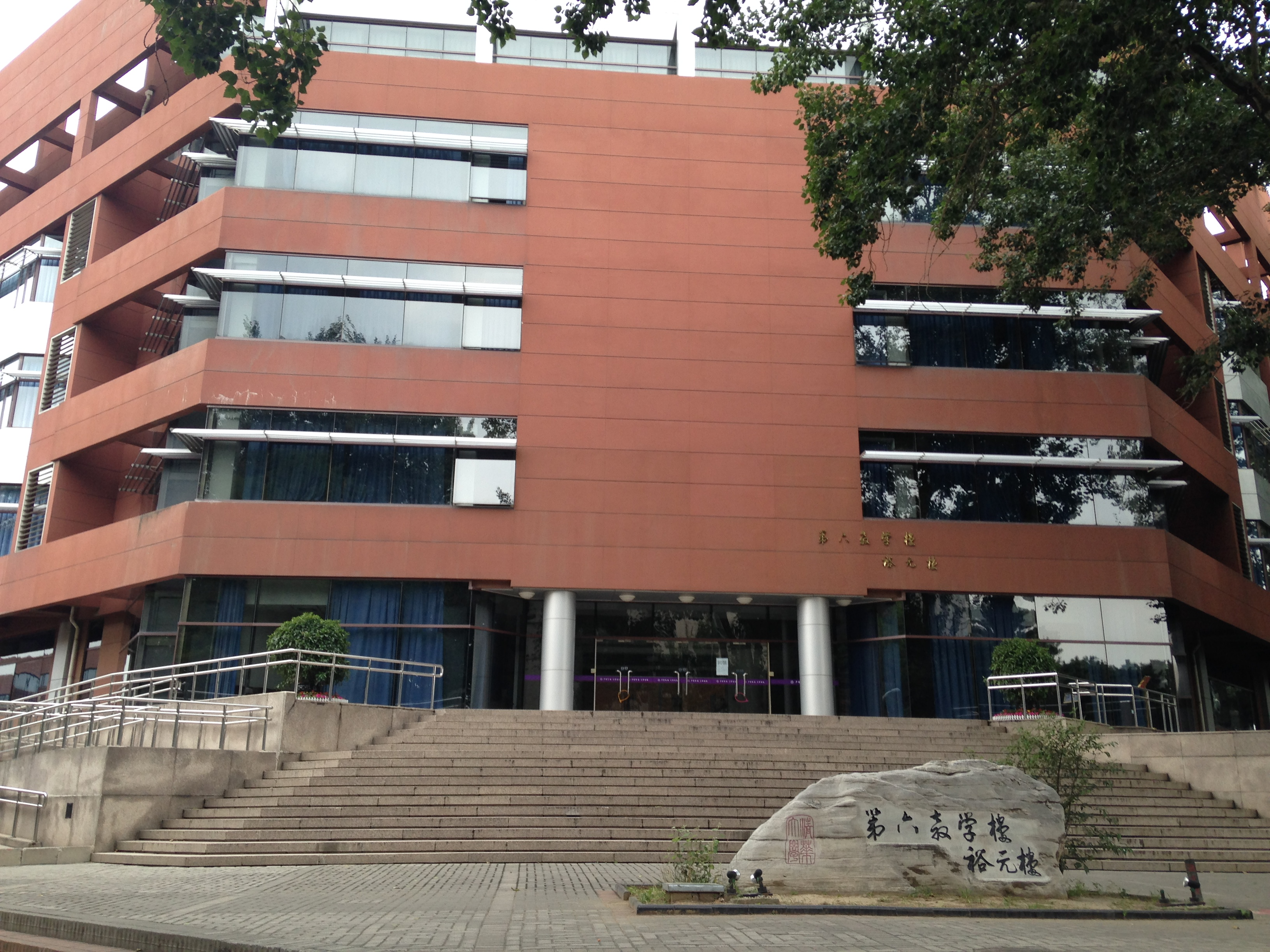
六教

清華大學第六教學樓簡稱六教，又稱為裕元楼，是清華最新、規模最大的教學樓，位於清華主樓的西北側。六教由清华大学建筑设计研究院葉彪設計，2002年始建，2003年9月竣工，總建築面積3.4萬平方米，超越原有五座教學樓建築面積總和。
六教擁有包括70間多媒體教室在內的近150間教學用房，分為三角形的A區、B區和扇形的C區，地下一層，地上最高為九層。較高樓層主要用於科研實驗室。